# Nicolas Roeg
Nicolas Jack Roeg (ur. 15 sierpnia 1928 w Londynie, zm. 23 listopada 2018 tamże) – brytyjski operator filmowy i reżyser. W ciągu swej kariery zrealizował jako reżyser 29 filmów fabularnych, dokumentalnych, telewizyjnych i krótkometrażowych.

## Życiorys
Urodził się w północnym Londynie, w St John’s Wood. Uczęszczał do Mercers School. Jako operator zadebiutował w 1958 roku – zrealizował zdjęcia do kilkudziesięciu filmów, w tym m.in. Fahrenheit 451 (1966) i Z dala od zgiełku (Far from the Madding Crowd, 1967). Jako reżyser zadebiutował głośnym filmem Przedstawienie (Performance, 1970).
Kolejne znane, samodzielne już filmy to: dreszczowiec psychologiczny Nie oglądaj się teraz (Don't Look Now, 1973) na podstawie opowiadania Daphne du Maurier z Julie Christie i Donaldem Sutherlandem, film sci-fi Człowiek, który spadł na ziemię (The Man Who Fell to Earth, 1976) z Davidem Bowiem, Zmysłowa obsesja (Bad Timing (1980) o młodej kobiecie (Theresa Russell), która trafia do wiedeńskiego szpitala po przedawkowaniu leków, Eureka (1982), Błahostka (Insignificance, 1985) – historia fikcyjnego spotkania kultowych postaci lat 50. XX wieku w czasie zimnej wojny w 1954, Rozbitkowie (Castaway, 1986) – prawdziwa historia o ludzkich słabościach świeżo poślubionych małżonków wyruszających na wyspę położoną na Pacyfiku, Tor 29 (1987) i adaptacji noweli Josepha Conrada Jądro ciemności (Heart of Darkness, 1994) z Johnem Malkovichem w roli głównej.
Był także reżyserem małego ekranu, m.in. telewizyjnej adaptacji głośnego dramatu Tennessee Williamsa Słodki ptak młodości (Sweet Bird of Youth, 1989) z Elizabeth Taylor oraz biblijnego filmu Samson i Dalila (Samson and Delilah, 1996) z Elizabeth Hurley.
Zmarł 23 listopada 2018 w Londynie w wieku 90 lat.

### Życie prywatne
W latach 1957–1977 był żonaty z Susan Stephen, z którą miał czwórkę dzieci: Waldo, Nico, Sholto i Luca. W 1982 ożenił się z Theresą Russell, z którą miał dwóch synów: Maximilliana i Statena. Małżeństwo zakończyło się rozwodem. W 2005 poślubił Harriet Harper.

## Nagrody
- 1999: Lifetime Achievement Award
- 1987: Aria (nominacja) Złota Palma, Cannes
- 1981: Zmysłowa obsesja (Bad Timing) ALFS Award, Londyn
- 1980: Zmysłowa obsesja (Bad Timing) People’s Choice Award, Toronto
- 1976: Człowiek, który spadł na ziemię (nominacja) Złoty Niedźwiedź, Berlin
- 1974: Nie oglądaj się teraz (Don't Look Now, nominacja) BAFTA najlepszy reżyser
- 1971: Walkabout (nominacja) Złota Palma, Cannes
- 1971: Walkabout Złota Palma, Cannes za
- 1968: Z dala od zgiełku (Far from the Madding Crowd, nominacja) BAFTA najlepsze zdjęcia BAFTA

## Filmografia

### reżyser
- Przedstawienie (Performance, 1970)
- Walkabout (Australia, 1971)
- Nie oglądaj się teraz (Don't Look Now, 1973)
- Człowiek, który spadł na ziemię (The Man Who Fell to Earth, 1976)
- Zmysłowa obsesja (Bad Timing, 1980)
- Eureka (1982)
- Z przymrużeniem oka (Insignificance, 1985)
- Rozbitkowie (Castaway, 1986)
- Aria (1987)
- Track 29 (1987)
- Słodki ptak młodości (Sweet Bird of Youth, TV, 1989)
- Wiedźmy (The Witches, 1989)
- Cold Heaven (1990)
- Two Deaths (1994)
- Jądro ciemności (Heart of Darkness, TV, 1994)
- Full Body Massage (19)
- Samson i Dalila (Samson and Delilah, TV, 1996)

### scenarzysta
- 1987: Aria
- 1963: Death Drums Along the River

### operator filmowy
- Maska czerwonego moru (The Masque of the Red Death, 1964)
- Nothing But the Best (1964)
- Doktor Żywago (Doctor Zhivago, 1965)
- Fahrenheit 451 (1966)
- A Funny Thing Happened on the Way to the Forum (1966)
- Z dala od zgiełku (Far from the Madding Crowd, 1967)
- Petulia (1968)
- Performance (1970)
- Walkabout (Australia, 1971)